# زاگورنی
زاگورنی (انگلیسی: Zagorny) یک شهرک در بخش گوبکینسکی استان بلگورود کشور روسیه است.